# گذرنامه نانسن
گذرنامه نانسن (انگلیسی: Nansen passport) یا به شکل رسمی گذرنامهٔ افراد بدون تابعیت مدرک سفر پناهندگی بود که بین سال‌های ۱۹۲۲ تا ۱۹۳۸ به‌شکل بین‌المللی معتبر دانسته می‌شد. این گذرنامه را جامعه ملل به پناهجویان بدون تابعیت اعطا می‌کرد و نام خود را از سیاستمدار و سیاح نروژی برندهٔ جایزهٔ صلح نوبل فریتیوف نانسن گرفته‌است. نانسن کمیساریای عالی جامعه ملل برای پناهندگان بود و تلاش‌های بسیاری برای صدور و اعتبار این گذرنامه‌ها انجام داد. در کل ۴۵۰٬۰۰۰ گذرنامه نانسن در ۵۲ کشور جهان صادر شد که از دریافت‌کنندگان آن می‌توان به پناهجویان جنگ داخلی روسیه، مردمان ارمنی، آشوری‌ها، و ترک‌های آناتولی اشاره کرد.

## نگارخانه

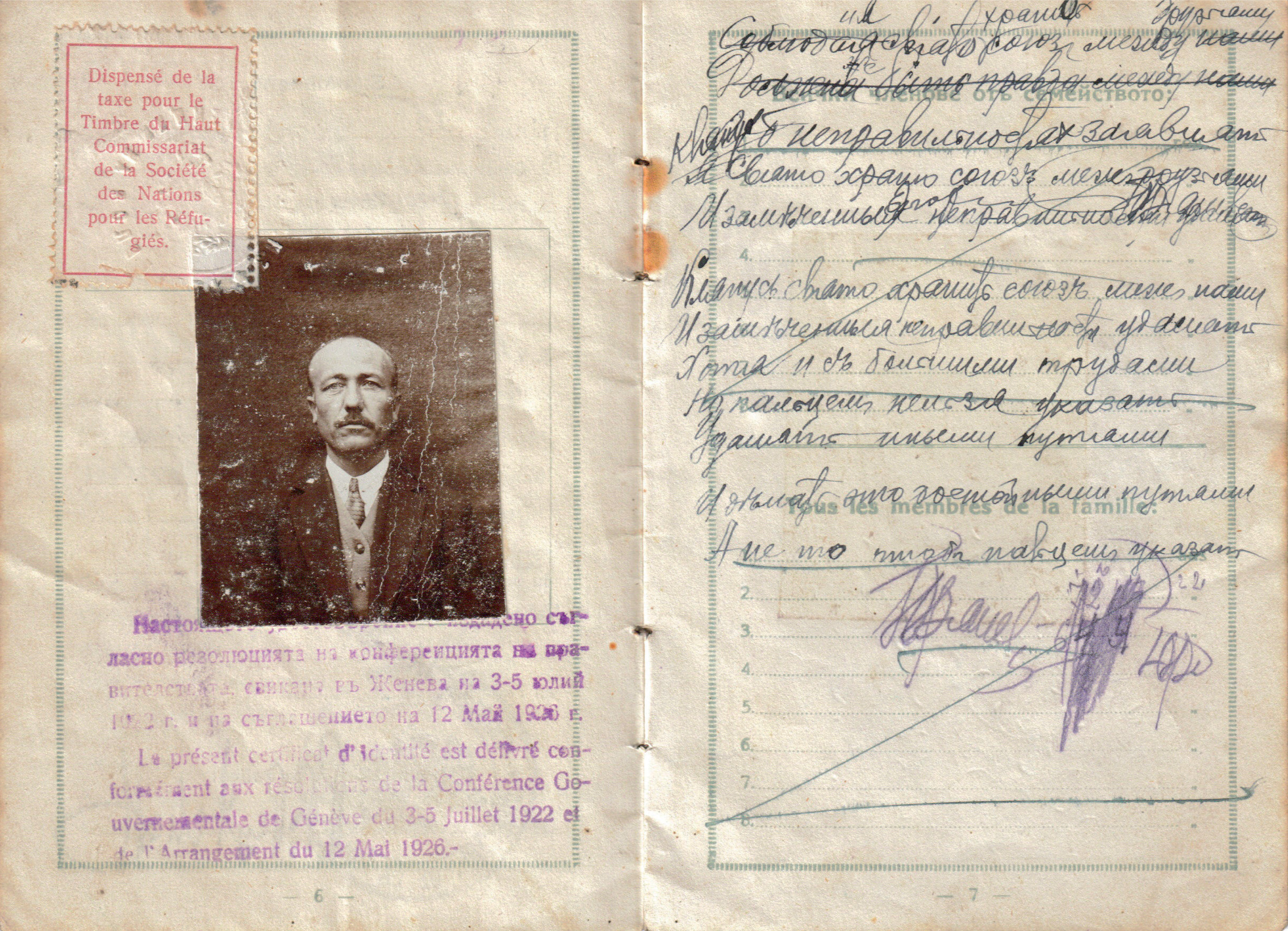
گذرنامه نانسن یک پناهجوی آلمانی
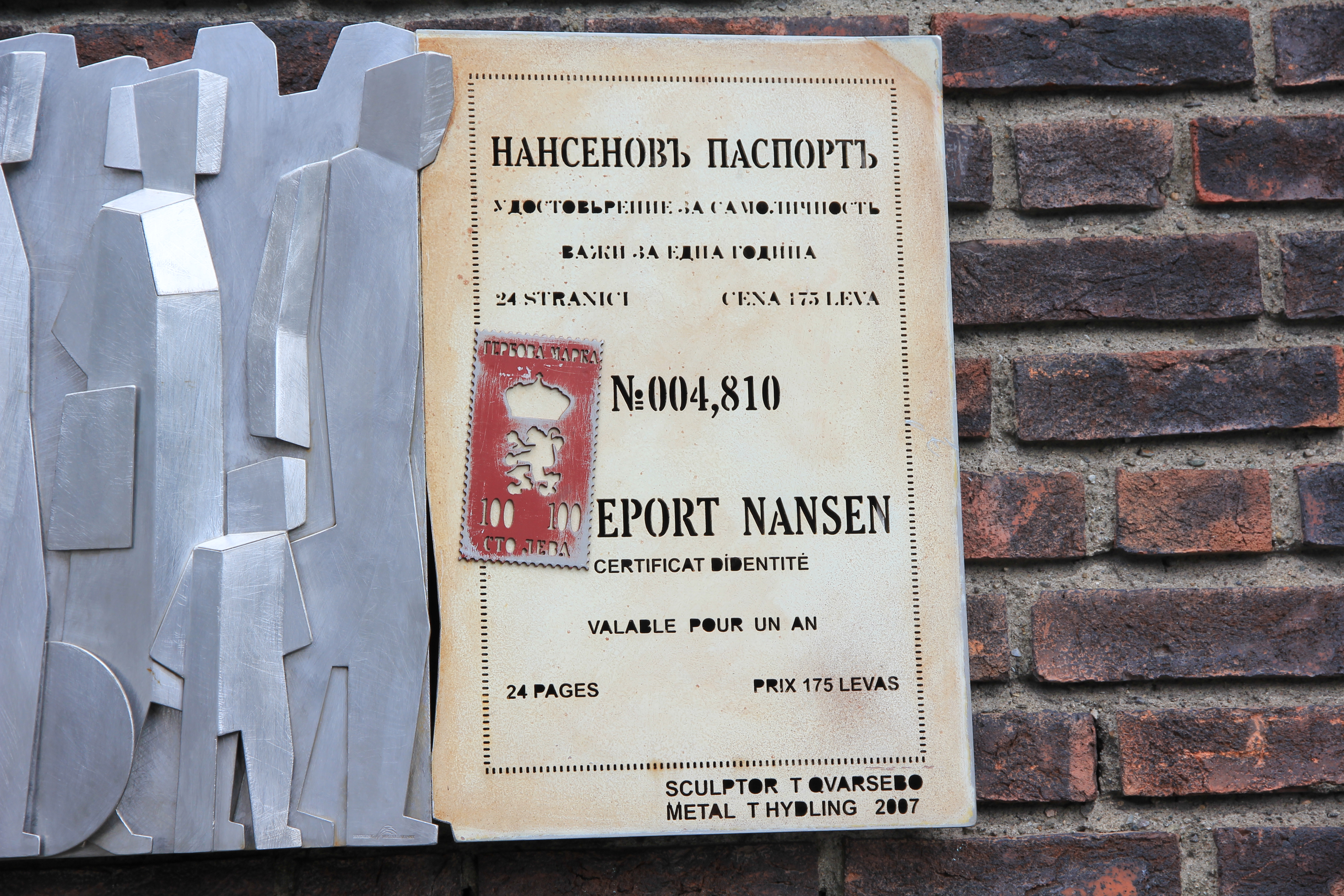
یادمان گذرنامه نانسن در اسلو